# James Marsh (Chemiker)

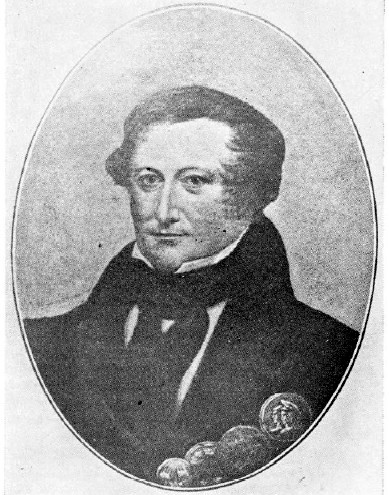
James Marsh.

James Marsh (* 2. September 1794; † 21. Juni 1846) war ein britischer Chemiker. Er war ein Schüler von Michael Faraday.
Marsh war seit 1822 als Chemiker beim Royal Arsenal in Woolwich tätig; ab 1837 war er dort in leitender Position beschäftigt. Dort erfand er unter anderem einen Zeitzünder für Mörser-Granaten. 1829 bis 1846 war er außerdem Assistent von Faraday an der benachbarten Royal Military Academy.
Im Jahre 1836 entwickelte er eine Methode zum Nachweis von Arsen in Materialmischungen (Marshsche Probe). Diese Entdeckung erlaubte den Nachweis von Arsen bei Leichen, insbesondere bei Arsen-Mordopfern. Seine Methode kann noch 1 µg Arsen nachweisen. Marsh entwickelte die verbesserte Methode zum Arsennachweis, nachdem er 1833 in einem Mordfall als Gutachter auftrat, der Angeklagte aber von der Jury freigesprochen wurde, weil sein gelbes Arsentrisulfid als Beweismittel zum Zeitpunkt des Prozesses zerfallen war.
Er erfand auch einen elektrischen Schwingkreis-Unterbrecher. Für seine Entwicklung der Zündhütchen für Marinegeschütze erhielt er eine Silbermedaille der Society of Arts; mit einer Goldmedaille derselben Gesellschaft wurde er für seinen Arsennachweis ausgezeichnet.

## Schriften
- Account of a method of separating small quantities of arsenic from substances with which it may be mixed, Edinburgh New Philosophical Journal, Band 21, 1836, S. 229–236.